# Weier (Wipperfürth)

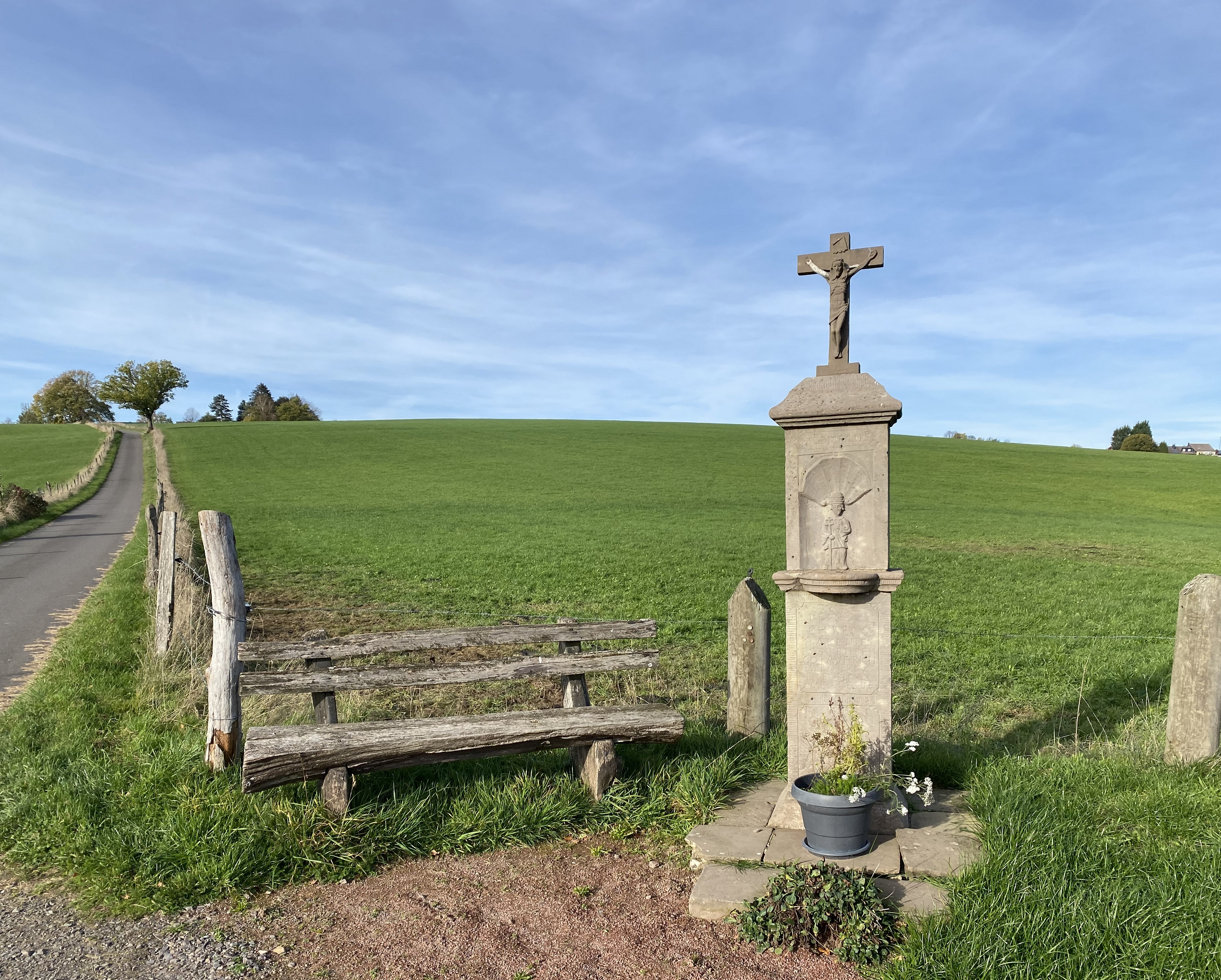
Wegekreuz zw. Weier nach Erlen

Weier ist eine Ortschaft in der Gemeinde Wipperfürth im Oberbergischen Kreis im Regierungsbezirk Köln in Nordrhein-Westfalen (Deutschland).

## Lage und Beschreibung
Der Ort liegt im Südwesten der Stadt Wipperfürth südlich der Bundesstraße 506 am Ortsrand von Wipperfeld. Der Wipperfelder Bach fließt durch den Ort. Nachbarorte sind Wipperfeld, Fahlenbock, Unterholl und Lamsfuß.
Politisch wird der Ort durch den Direktkandidaten des Wahlbezirks 16 (160) Wipperfeld im Rat der Stadt Wipperfürth vertreten.

## Geschichte
Die Karte Topographia Ducatus Montani aus dem Jahre 1715 zeigt in „Weyer“ einen Hof. Die Topographische Aufnahme der Rheinlande von 1824 verzeichnet den Ort auf umgrenztem Hofraum unter dem Namen „Weiher“. Ab der Preußischen Uraufnahme von 1844 wird die Ortsbezeichnung „Weier“ verwendet. Ab der topografischen Karte von 1989 wird die Ortsbezeichnung nicht mehr genannt.
Aus dem Jahr 1801 stammt das unter Denkmalschutz stehende Sandsteinkreuz auf dem Weg von Weier nach Erlen.

## Busverbindungen
Über die Haltestelle Wipperfeld der Linie 427 (VRS/OVAG) ist Weier an den öffentlichen Personennahverkehr angebunden.